# Convention de Tchéfou
 (avril 2010).
Si vous disposez d'ouvrages ou d'articles de référence ou si vous connaissez des sites web de qualité traitant du thème abordé ici, merci de compléter l'article en donnant les références utiles à sa vérifiabilité et en les liant à la section « Notes et références ».

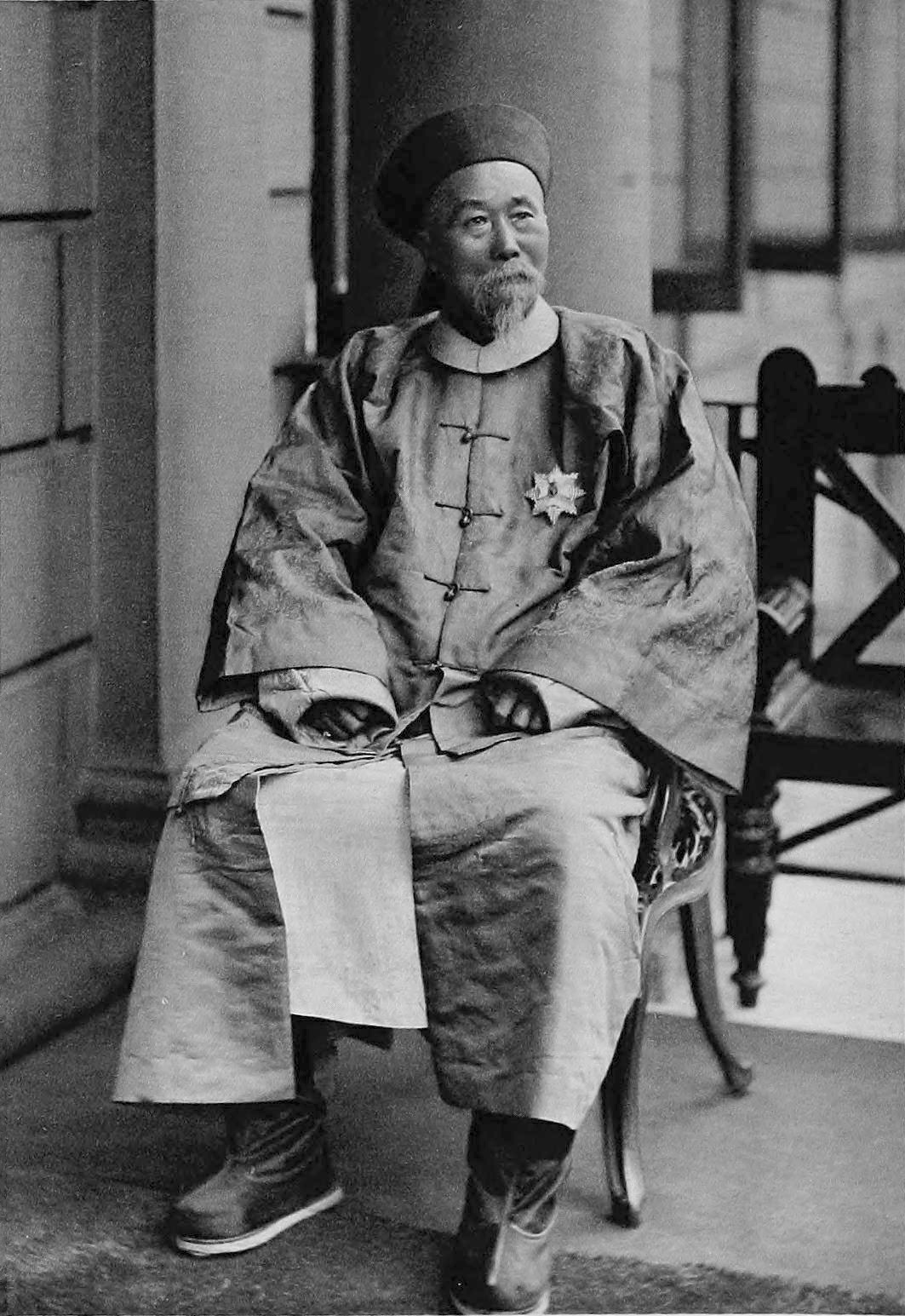
Lǐ Hóngzhāng (李鸿章), négociateur de la partie chinoise.

La convention de Tchéfou ou traité de Zhifu (chinois : 芝罘条约 ; pinyin : zhīfú tiáoyuē), appelé traité de Yantai (烟台条约, yāntái tiáoyuē) en Chine, est un traité signé le 13 septembre 1876, et ratifié le 17 septembre, entre le gouvernement de la dynastie Qing et de l'Empire britannique dans le district de Zhifu à Yantai, dans la province du Shandong. Il fait partie des traités inégaux négociés par Lǐ Hóngzhāng (李鸿章) pour l'empereur Guangxu avec des pays étrangers.

## Historique
Ce traité est obtenu après la mort d’un Britannique le 21 février 1875, Augustus Raymond Margary, qui avait tenté de pénétrer dans le Yunnan avec 200 soldats : la Grande-Bretagne pourra mener des « investigations commerciales » au Yunnan, ou se rendre en Inde à partir de la Chine intérieure, via le Tibet. Cinq nouveaux ports sont ouverts au commerce britannique, dont celui de Wenzhou.
En 1852, les Britanniques avaient effectué dans le sud-est des reconnaissances de terrain afin de déterminer comment acheminer au mieux les marchandises dans la province du Yunnan. En 1874, quand le Japon s’attaque à Taïwan, une unité britannique en provenance de Birmanie (200 hommes) tente de pénétrer dans la province. Un représentant britannique en place à Pékin envoie une délégation à sa rencontre. En février 1875, l’interprète de cette délégation est trucidé. Les Britanniques réagissent à cet affront et menacent la Chine de représailles. Le 21 août 1876, les Chinois signent la Convention de Chefoo dont voici les principaux points :
- Le Royaume-Uni obtient le droit d’envoyer des émissaires qui seront chargés d’établir sur place des contrats.
- 4 localités supplémentaires sont ouvertes au commerce international et exemptés de lijin (厘金, líjīn), taxe d'importation, sous les Qing, permettant de financer l'armée intérieure. Il s'agit de Yichang (宜昌, yíchāng, province du Hubei), Wuhu (芜湖, province de l'Anhui), Wenzhou (温州, wēnzhōu, province du Zhejiang), Beihai (北海, běihǎi, région autonome du Guangxi).

## Passage par le Tibet vers l'Inde
Bien qu'une des clauses de la Convention de Chefoo concerne le Tibet, le suzerain tibétain ne fut ni consulté ni informé .
Dans le « Separate Article », est écrit (pour la version anglaise) :
« Her Majesty’s Government having it in contemplation to send a mission of exploration next year by way of Peking through Kan Su and Koko Nor, or by way of Ssu Chuan, to Thibet, and thence to India, the Tsungli Yamen, having due regard to the circumstances, will, when the time arrives, issue the necessary passports, and will address letters to the high provincial authorities and to the Resident in Thibet. ».
Que l'on peut traduire par : « Le gouvernement de sa Majesté envisageant d'envoyer une mission d'exploration l'année prochaine, par la voie de Pékin à travers le Gansu et le Kokonor (nom mongol de Qinghai), ou par la voie du Sichuan jusqu'au  Tibet, puis de là en Inde, le Zongli Yamen (corps d'État responsable des affaires étrangères en Chine), en regard des circonstances, devra, le moment venu, émettre les passeports nécessaires et devra envoyer des lettres aux hautes autorités provinciales et au Résident (Amban) au Tibet ».

## Non-respect de la convention par le Tibet
En 1885, lors d'une guerre civile au Bhoutan, le Tibet intervient pour « rétablir l’ordre ».  Les Anglais ne réagissent pas mais ils envoient à Lhassa une mission officielle dirigée par Macaulay. Les Tibétains s'y opposent, la mission est abandonnée. Les Anglais réclament une indemnité aux Chinois pour ne pas avoir respecté la convention de Zhifu, .